# Night Train to Kathmandu
The Night Train to Kathmandu es una TV-movie de 1988 protagonizada por Milla Jovovich,  Eddie Castrodad y Pernell Roberts. Fue dirigida por Robert Wiemer.

## Resumen del argumento
Lily es forzada a dejar Princeton, y junto a sus padres y hermano viaja a Nepal. Nada contenta con la cultura y paisaje del país, Lily se cierra en su total aburrimiento. Hasta que ella conoce a un misterioso sherpa llamado Joharv del que se enamora. Joharv dirige tanto a Lilly como a su hermano y a su padre antropólogo a buscar la legendaria invisible "Ciudad que Nunca Fue" contra el fondo de los Himalayas.

## Elenco principal
- Milla Jovovich como Lily McLeod.
- Eddie Castrodad como el príncipe Joharv.
- Pernell Roberts como el profesor Harry Hadley-Smithe.
- Kavi Raz como el profesor Dewan Godbothe.
- Trevor Eyster (acreditado como Tim Eyster) como Andrew McLeod.
- Robert Stoeckle como Jeff McLeod.
- Jan Pessano como Maureen McLeod.